# David Janowski
 Ez a cikk a sakkjátszmák algebrai lejegyzését alkalmazza.
David Janowski (teljes neve: David Markelowicz Janowski) (Vavkaviszk, 1868. május 25.–Hyères, 1927. január 15.) az Orosz Birodalomhoz tartozó Kongresszusi Lengyelország (ma Fehéroroszország) területén született lengyel származású, Franciaországban és az Egyesült Államokban élő sakkozó, világbajnokjelölt, több nagy nemzetközi verseny győztese, világranglista vezető (1904), Franciaország, Németország és Amerika bajnoka, sakkteoretikus.
A 20. század első éveinek egyik legerősebb játékosa. A Chessmetrics számításai szerint 1896. szeptembertől 1907. augusztusig a világ 10 legjobb sakkozója közé tartozott. Pontértéke alapján 1904. május és szeptember között a világranglista 1. helyén állt. Legmagasabb értékszámát 1904. júliusban érte el 2776 ponttal.
1910-ben párosmérkőzést vívott a sakkvilágbajnoki címért Emanuel Laskerrel, amelyen 8–0 arányú vereséget szenvedett.

## Élete és sakkpályafutása
Nem végzett komoly tanulmányokat, de magasan művelt volt, szabadon beszélt oroszul, franciául, németül, lengyelül, angolul. 1892-ben költözött Párizsba, és hamarosan megismerkedett az ottani sakkélettel. Első díját a sakk párizsi fellegvárának számító Café de la Régence-ben nyerte. A kor szinte minden nagyobb versenyén részt vett, és rengeteg párosmérkőzésen mérte össze erejét az időszak vezető mestereivel. Legnagyobb sikerei 1896 és 1906 közé esnek.
A kor legnagyobb mesterei ellen szép eredményekkel rendelkezik. Pozitív a mérlege Wilhelm Steinitz (+5−2), Mihail Ivanovics Csigorin (+17−4=4) és Joseph Henry Blackburne (+6−2=2) ellen. Közel egyenlő a mérlege Siegbert Tarrasch (+5−9=3), Frank Marshall (+28−34=18), Akiba Rubinstein (+3−5), Maróczy Géza (+5−10=5) és Carl Schlechter (+13−20=13) ellen. Nagyon negatív a két világbajnok Emanuel Lasker (+4−25=7) és José Raúl Capablanca (+1−9=1) ellen, de viszonylag jó Alekszandr Aljechin (+2−4=2) elleni mérlege.
Játékstílusára a ragyogó kombinációk, kockázatos áldozatok jellemzők. Jobban szerette a szép játékot, mint a győzelmet. Mindig támadásra játszott, akkor is, ha az nem volt megalapozva. Ennek köszönhetően vesztett el sok játszmát. Emanuel Lasker akkori világbajnok így jellemezte: Janowski kiváló sakkozó, de közepes sportember és gyenge pszichológus. Nem vetette meg a kártya- és a szerencsejátékokat sem. 1901-ben, miután megnyerte a Monte-Carlóban rendezett sakkversenyt, a teljes nyereményét eljátszotta a kaszinóban.
1914-ben az első világháború kitörésekor internálták, végül sikerült Amerikába mennie, ahol 1925-ig élt. New York klímája nem tett jót egészségének, és ezért kénytelen volt visszatérni Franciaországba, ahol még két évet élt.
1927-ben Hyèresben egy sakkversenyen tuberkulózisban halt meg.
Testvére Chaim Janowski (1868–1935) szintén ismert sakkozó volt, ő alapította Łódźban a Sakkbarátok Társaságát.

### Kiemelkedő versenyeredményei
| Év      | Város                       | Verseny                                           | +   | −   | =   | Eredmény | Helyezés |
| ------- | --------------------------- | ------------------------------------------------- | --- | --- | --- | -------- | -------- |
| 1892    | Párizs                      | Café de la Régence bajnoksága                     | 17  | 4   | 1   | 17,5/22  | 2        |
| 1894    | Lipcse                      | A Német Sakkszövetség 9. kongresszusa             | 10  | 6   | 1   | 10,5/17  | 6-7      |
| 1895    | Hastings                    | Nemzetközi verseny                                | 7   | 9   | 5   | 9,5/21   | 12-14    |
| 1896    | Párizs                      | Café de la Régence bajnoksága (francia bajnokság) | 10  | 1   | 2   | 11/13    | 1        |
|         | Nürnberg                    |                                                   | 10  | 5   | 3   | 11,5/18  | 5        |
|         | Budapest                    |                                                   | 6   | 4   | 2   | 7/12     | 4-5      |
|         | Bécs                        |                                                   | 3   | 1   | 1   | 3,5/5    | 1        |
| 1897    | Berlin                      |                                                   | 9   | 3   | 7   | 12,5/19  | 4        |
| 1898    | Bécs                        | (2 körös verseny)                                 | 22  | 7   | 7   | 25,5/36  | 3        |
|         | Köln                        | A Német Sakkszövetség 11. kongresszusa            | 7   | 7   | 1   | 7,5/15   | 9        |
| 1899    | London                      | (2 körös verseny)                                 | 17  | 7   | 4   | 19/28    | 2-4      |
| 1900    | Párizs                      |                                                   | 9   | 7   | 0   | 9/16     | 10-11    |
|         | München                     | A Német Sakkszövetség 12. kongresszusa            | 6   | 6   | 3   | 7,5/15   | 7-10     |
| 1901    | Moszkva                     | 2. Összorosz verseny                              | 12  | 2   | 3   | 13,5/17  | 3        |
|         | Monte-Carlo                 |                                                   | 10  | 2   | 3   | 11,5/15  | 1        |
| 1902    | Bécs                        | (2 körös verseny)                                 | 3   | 2   | 3   | 4,5/8    | 1-2      |
|         | Monte-Carlo                 |                                                   | 14  | 4   | 4   | 16/24    | 3        |
|         | Hannover                    | A Német Sakkszövetség 13. kongresszusa            | 11  | 1   | 5   | 13,5/17  | 1        |
|         | Párizs                      | szeptemberi verseny                               | 3   | 0   | 3   | 4,5/6    | 1        |
|         | Párizs                      | októberi verseny                                  | 3   | 1   | 3   | 4,5/7    | 1-2      |
| 1904    | Cambridge Springs           | nemzetközi verseny                                | 10  | 3   | 2   | 11/15    | 2-3      |
| 1906    | Oostende                    | (2 körös verseny)                                 | 15  | 5   | 6   | 18/26    | 2-3      |
|         | Barmen                      |                                                   | 9   | 3   | 3   | 10,5/15  | 1-2      |
|         | Nürnberg                    | A Német Sakkszövetség 15. kongresszusa            | 3   | 11  | 2   | 4/16     | 16-17    |
| 1907    | Oostende                    | (4 körös verseny) A csoport                       | 9   | 6   | 5   | 11,5/20  | 3-4      |
|         | Karlsbad                    | 1. nemzetközi verseny                             | 8   | 11  | 1   | 8,5/20   | 15       |
| 1908    | Prága                       |                                                   | 9   | 7   | 3   | 10,5/19  | 10       |
| 1911    | San Sebastian               |                                                   | 4   | 6   | 4   | 6/14     | 11-12    |
| 1913    | New York                    |                                                   | 7   | 2   | 4   | 9/13     | 4        |
|         | Havanna                     | (2 körös verseny)                                 | 7   | 3   | 4   | 9/14     | 3        |
|         | Scheveningen                |                                                   | 10  | 1   | 2   | 11/13    | 2        |
| 1914    | Szentpétervár               | nemzetközi verseny                                | 2   | 5   | 3   | 3,5/10   | 9-10     |
|         | Mannheim                    | (A háború kitörése miatt nem fejeződött be)       | 5   | 3   | 3   | 6,5/11   | 7        |
| 1916    | New York                    | Rice-emlékverseny                                 | 8   | 3   | 6   | 11/17    | 2        |
| 1918    | New York                    | (2 körös verseny)                                 | 3   | 7   | 2   | 4/12     | 5        |
| 1921    | Atlantic City               | 8. Amerikai Kongresszus                           | 7   | 1   | 3   | 8,5/11   | 1        |
| 1922    | New York                    |                                                   | 1   | 2   | 2   | 2/5      | 3-6      |
| 1923    | Lake Hopatcong (New Jersey) |                                                   | 8   | 1   | 4   | 10/13    | 3        |
| 1924    | New York                    | (2 körös verseny)                                 | 3   | 13  | 4   | 5/20     | 11       |
| 1925    | Marienbad                   |                                                   | 3   | 7   | 5   | 5,5/15   | 13-14    |
| 1925/26 | Hastings                    |                                                   | 1   | 4   | 4   | 3/9      | 7        |
| 1926    | Hyères                      |                                                   | 7   | 2   | 0   | 7/9      | 2        |
|         | Semmering                   |                                                   | 7   | 7   | 3   | 8,5/17   | 10       |
|         | Gent                        | (2 körös verseny)                                 | 3   | 4   | 3   | 4,5/10   | 3-5      |
|         |                             | Összesen:                                         | 464 | 306 | 212 |          |          |

### Párosmérkőzései
| Év      | Helyszín             | Ellenfél                                    | +  | - | =  | Pont    |
| ------- | -------------------- | ------------------------------------------- | -- | - | -- | ------- |
| 1891    | Párizs               | Stanislaw Sittenfeld                        | 3  | 1 | 1  | 3,5–1,5 |
| 1892    | Párizs               | Stanislaw Sittenfeld                        | 5  | 7 | 5  | 7,5–9,5 |
| 1893    | Párizs               | Stanislaw Sittenfeld                        | 2  | 2 | 2  | 3–3     |
| 1895    | Párizs               | Jacques Mieses                              | 6  | 6 | 2  | 7–7     |
| 1896    | Bécs                 | Simon Winawer                               | 5  | 2 | 0  | 5–2     |
|         | Bécs                 | Carl Schlechter                             | 2  | 2 | 3  | 3,5–3,5 |
| 1897    | Berlin               | Karl-August Walbrodt                        | 4  | 2 | 2  | 5–3     |
| 1898/99 | New York             | Jackson Showalter                           | 7  | 2 | 4  | 9–4     |
| 1899    | New York             | Frank Marshall                              | 3  | 1 | 0  | 3–1     |
|         | New York             | Lipschutz Salomon                           | 3  | 1 | 1  | 3,5–1,5 |
|         | New York             | Jackson Showalter                           | 2  | 4 | 0  | 2–4     |
|         | New York             | Jackson Showalter                           | 2  | 4 | 1  | 2,5–4,5 |
|         | Karlsbad             | Carl Schlechter                             | 1  | 6 | 3  | 2,5–7,5 |
| 1903    | Párizs               | Jean Taubenhaus                             | 5  | 1 | 4  | 7–3     |
| 1904    | Pretoria             | George Marco                                | 4  | 2 | 0  | 4–2     |
| 1905    | Párizs               | Frank Marshall                              | 5  | 8 | 4  | 7–10    |
|         | Párizs               | Jean Taubenhaus                             | 4  | 0 | 1  | 4,5–0,5 |
| 1908    | Suresne              | Frank Marshall                              | 5  | 2 | 3  | 6,5–3,5 |
| 1909    | Suresne              | Emanuel Lasker                              | 2  | 2 | 0  | 2–2     |
|         | Párizs               | Emanuel Lasker bemutató mérkőzés            | 1  | 7 | 2  | 2–8     |
| 1910    | Berlin               | Emanuel Lasker (világbajnoki párosmérkőzés) | 0  | 8 | 3  | 1,5–9,5 |
| 1912    | Biarritz             | Frank Marshall                              | 2  | 6 | 2  | 3–7     |
| 1916    | New York             | Charles Jaffe                               | 5  | 4 | 4  | 7–6     |
|         | New York             | Frank Marshall                              | 1  | 4 | 3  | 2,5–5,5 |
|         | Lexington-Georgetown | Jackson Showalter                           | 7  | 2 | 2  | 8–3     |
| 1917/18 | New York             | Charles Jaffe                               | 10 | 4 | 4  | 12–6    |
| 1918    | New York             | Oscar Chajes                                | 5  | 7 | 10 | 10–12   |

## A világbajnoki párosmérkőzés
1910-ben az 1894 óta világbajnoki címet viselő Emanuel Lasker ellen párosmérkőzésen küzdött meg a világbajnoki címért. A mérkőzés nyolc nyert játszmáig tartott. Az előzetes tervek szerint az első tíz játszmát Berlinben, a többit Párizsban játsszák. A 10. játszma után Lasker már 7–0 arányban vezetett, és a mérkőzés várható közeli vége miatt már nem utaztak át Párizsba. Lasker a következő 11. játszmát meg is nyerte, így ötödször is megvédte világbajnoki címét.

### Eredmények
| Versenyző      | Ország                     | 1 | 2 | 3 | 4 | 5 | 6 | 7 | 8 | 9 | 10 | 11 | Nyert | Pont |
| -------------- | -------------------------- | - | - | - | - | - | - | - | - | - | -- | -- | ----- | ---- |
| Emanuel Lasker | Német Birodalom            | 1 | ½ | ½ | 1 | 1 | ½ | 1 | 1 | 1 | 1  | 1  | 8     | 9½   |
| David Janowski | Kongresszusi Lengyelország | 0 | ½ | ½ | 0 | 0 | ½ | 0 | 0 | 0 | 0  | 0  | 0     | 1½   |

### A párosmérkőzés játszmái
- Lasker – Janowski világbajnoki párosmérkőzés játszmái

## Sakkelméleti munkássága
Sakkelméleti, teoretikusi munkásságát több megnyitási változat neve jelzi:
- Janowski-változat a Négyhuszáros játékban (ECO C49) 1. e4 e5 2. Hf3 Hc6 3. Hc3 Hf6 4. Fb5 Fb4 5. 0-0 0-0 6. d3 Fxc3 7. bxc3 d6 8. Be1
- Janowski-változat a Francia védelemben (ECO C12) 1. e4 e6 2. d4 d5 3. Hc3 Hf6 4. Fg5 Fb4 5. e5 h6 6. Fe3
- Janowski-változat az Ó-indiai védelemben (ECO A53) 1. d4 Hf6 2. c4 d6 3. Hc3 Ff5
- Janowski-változat a Vezércsel ortodox védelmében (ECO D64) 1.d4 d5 2.c4 e6 3.Hc3 Hf6 4.Fg5 Fe7 5.e3 O-O 6.Hf3 Hbd7 7.Bc1 c6 8.Fd3 dxc4 9.Fxc4 Hd5 10.h4
- Janowski-változat a Vezércselben  (ECO D31) 1. d4 d5 2. c4 e6 3. Hc3 a6
- Janowski-változat a Vezércselben (ECO D07) 1.d4 d5 2.c4 Hc6 3.Hc3 dxc4 4.Hf3
- Larsen–Janowski-változat a Vezércsel modern változatában (ECO D25) 1.d4 d5 2.c4 dxc4 3.Hf3 Hf6 4.e3 Fg4

## Emlékezetes játszmái
- Janowski–Capablanca , Havanna 1913, Vezérgyalog játék Wade–Tartakower-védelem (ECO A46), 1–0

1. d4 Hf6 2. Hf3 d6 3. Fg5 Hbd7 4. e3 e5 5. Hc3 c6 6. Fd3 Fe7 7. Ve2 Va5 8. O-O Hf8 9. Bfd1 Fg4 10. h3 Fh5 11. dxe5 dxe5 12. He4 Hxe4 13. Fxe7 Kxe7 14. Fxe4 Fg6 15. Vc4 He6 16. b4 Vc7 17. Fxg6 hxg6 18. Ve4 Kf6 19. Bd3 Bad8 20. Bad1 g5 21. c4 Bxd3 22. Bxd3 Bd8 23. Bxd8 Hxd8 24. h4 gxh4 25. Vxh4+ Ke6 26. Vg4+ Kf6 27. Vg5+ Ke6 28. Vxg7 Vd6 29. c5 Vd5 30. e4 Vd1+ 31. Kh2 f6 32. Vg4+ Ke7 33. Hxe5 Vxg4 34. Hxg4 He6 35. e5 fxe5 36. Hxe5 Hd4 37. g4 Ke6 38. f4 a5 39. bxa5 Kd5 40. g5 Kxc5 41. g6 Hf5 42. Kh3 Kd5 43. Kg4 Hg7 44. Kg5 c5 45. Hd7 c4 46. Hb6+ Kd4 47. Hxc4 Kxc4 48. f5 Kd5 49. f6 He6+ 50. Kh6 1-0